# ОШ „Његош” Ниш
ОШ „Његош” једна је од основних школа у Нишу. Налази се у улици Пантелејска 60, у општини Пантелеј.

## Историјат
Основна школа „Његош” је основана 1887. године. Радила је у приватним кућама, у зградама које су узете под закуп, у згради поред Енглеско-српског дома све до усељења у данашњу зграду школе. Године 1953. из четвороразредне израста у осмогодишњу школу. Како је нова зграда школе још увек била у изградњи и није била спремна да прими ђаке, старији разреди су користили просторије Више педагошке школе. Године 1955. се довршавала градња осам нових учионица, али рад се и даље одвија у три смене. Школа се првобитно звала „Основна школа у Јагодин-мали”, а око 1928. добија назив „Његош”. Баве се образовањем и васпитањем одраслих од 1960. године. За свој рад су 1974. добили награду Златно слово. Одлуком Скупштине града од 26. децембра 2003. Школа за основно и опште образовање одраслих је прикључена Основној школи „Његош”. Септембра 2006. су кренули са огледом, а „Функционално основно образовање одраслих Рома” је одобрило Министарство просвете и спорта Републике Србије 2. октобра. Од септембра 2011. у школи за основно образовање одраслих је реализован нови програм „Функционално основног образовања одраслих Рома”, као оглед који је трајао следеће три школске године и реализован је у три циклуса основног образовања одраслих: од првог до четвртог, петог и шестог и седмог и осмог разреда.